# (5678) DuBridge
(5678) DuBridge (1989 TS) – planetoida z grupy pasa głównego asteroid okrążająca Słońce w ciągu 4,52 lat w średniej odległości 2,73 j.a. Odkryta 1 października 1989 roku.